# ماراثون (فلوريدا)
ماراثون (بالإنجليزية: Marathon)‏ هي مدينة أمريكية تقع في ولاية فلوريدا. تبلغ مساحة هذه المدينة 25 (كم²)، ويبلغ عدد سكانها 10255 نسمة حسب إحصاء سنة 2010 م 10255. تشير إحصاءات سنة 2000م بأن الكثافة السكانية في هذه المدينة تقدر بـ(410.2) نسمة/كم2. 

## أعلام
- توني براينت
- روجر بوين